# Old Harry
Old Harry est, tout comme Grande-Entrée, un village des Îles-de-la-Madeleine, situé sur l'Île de la Grande Entrée. C'est une petite communauté anglophone, juchée entre le village de Grande-Entrée et la Pointe de l'Est.
C'est de ce village que le gisement Old Harry tire son nom.